# Alilaguna
Alilaguna è una azienda, fondata nel 1999, specializzata nel trasporto pubblico operato da vettore privato a Venezia.
Fino al 2014 Alilaguna è stata partecipata per il 30% da ACTV, la compagnia di trasporti di Venezia. Alilaguna gestisce in concessione dal comune di Venezia i servizi aggiuntivi di navigazione lagunare della rete urbana di Venezia, collegando l’Aeroporto e il Terminal Crociere con il centro di Venezia, il Lido e Murano.
Gode di un’ampia rete di biglietterie collocate presso l’Aeroporto Marco Polo, Rialto, San Marco, la Stazione Ferroviaria di S.Lucia, il Tronchetto, Zattere e  Lido di Venezia.
Possiede una flotta che comprende circa 75 imbarcazioni, tutte classificate e certificate dal Registro italiano navale. Gran parte delle imbarcazioni operanti all’interno del Canal Grande sono a propulsione ibrida diesel/elettrica, al fine di preservare l’ambiente lagunare e la fragilità del centro storico.

## Alilaguna e la Mobilità Sostenibile
Nel 2010 viene confermata l’attenzione alla salvaguardia ambientale da parte di Alilaguna con il varo di “Energia”, la prima imbarcazione con motore endotermico diesel a propulsione elettrica, dimostrando che l’ecosostenibilità all’interno del centro storico è possibile, e può dare un grosso contributo alla salvaguardia dell’ambiente lagunare.
Dopo Energia, i progetti di ricerca e sviluppo di imbarcazioni non si sono fermati:
- Nel 2011 "Razza" e "Murena".
- Nel 2016 "Scossa".
- Nel 2018 "Fede" e Coraggio".
- Al Salone Nautico di Venezia Alilaguna presenta la sua prima imbarcazione alimentata da celle a combustibile ad idrogeno (Fuel Cell) per la navigazione ed il trasporto passeggeri nella Laguna di Venezia, denominata “Hepic”,dimostrando ancora una volta la potenzialità dell’azienda nel settore della mobilità sostenibile.
- Nel 2019 Alilaguna ha restaurato internamente ed esternamente un ex vaporetto ACTV, il “Liuto”, (Low Impact Urban Transport water Omnibus) adibito al trasporto pubblico sostituendo il precedente sistema ibrido con uno di nuova generazione.

## I collegamenti
Alilaguna gestisce i collegamenti via acqua tra l'aeroporto e Venezia, il Lido e Murano.
Le linee attive tutto l'anno:
- Blu. (Ferrovia - Giudecca Stucky - Zattere - San Marco - S.Zaccaria - Arsenale - Lido SME - Bacini - Ospedale - F.te Nove - Murano Colonna - Aeroporto M.Polo)
- Arancio. (S. Maria del Giglio - Ca' Rezzonico - S.Angelo - Rialto - San Stae - Guglie - Madonna dell'Orto - Aeroporto M.Polo)
- Verde (archiviato dall'url originale il 14 agosto 2020). (Tour Murano, Burano e Torcello)
- Rosa. (San Giuliano - Tre Archi - Canale delle Sacche - F.te Nove)[4] (con la società Marive Transport)

Linee stagionali:
- Rossa. (Aeroporto M.Polo - Murano Museo - F.te Nove - Ospedale - Lido S.M.E. - Arsenale - San Zaccaria - San Marco).